# Sambuca di Sicilia
Sambuca di Sicilia es una comuna siciliana, en la provincia de Agrigento.

## Geografía física
Situado en una colina, Sambuca di Sicilia se encuentra a 89 km de Agrigento y 78 km de Palermo, que se encuentra en el valle de Belice a 350 m sobre el nivel del mar Sambuca está rodeado al norte-este de bosques y colinas, entre las que se encuentra la parte superior de Monte Adranone (889 m) al suroeste por el valle del río Carboj que forma el embalse de lago Arancio.

## Clima
La constante de Sambuca di Sicilia es el clima de tipo Mediterráneo con una temperatura media de 24-26 °C en julio y agosto, con picos de 40-43 °C y con una temperatura promedio de 10 a 12 °C en enero y febrero y los picos mínimos de 0-2 °C. El clima se caracteriza por veranos secos e inviernos suaves larga y lluviosa, con heladas ocasionales.

## Historia
El origen de Sambuca es incierta, así como el origen del nombre es incierto. Los principales supuestos para el nombre son: Sambuca como instrumento Harp griego con forma musical y la instalación del centro histórico del país. Sambuca de las plantas de la baya del saúco, común en la antigüedad en el valle del Lago Arancio. En la vejez, la zona fue habitada por los Elimi y Sicani. Construyeron una ciudad del Adranon meseta en el siglo IV a. C. que es una zona arqueológica y numerosos hallazgos de valor especial.
Inicialmente formado por un castillo, que fue vendida antes de la familia Barberini de Monreale (1185) y luego a la familia Beccadelli (1570) en 1666, el Casale asumió la plena independencia.
Alrededor de 1800, en Sambuca se forma un grupo de intelectuales, incluyendo Emmanuel Navarro de Miraglia. El salón literario de esta pequeña ciudad da origen en las discusiones sobre el arte y la literatura, la correspondencia entre Navarro y Luigi Capuano parece que aquí ha nacido realismo. Hoy en su testimonio ante la burguesía ferviente y viva de la época sigue siendo el teatro de 800: joya en miniatura sigue en marcha y funcionando.
El nombre fue cambiado a Zabut Sambuca Sambuca di Sicilia en 1923, y este nombre se conoce ahora.

## Monumentos y lugares de interés
Muchos estilos se entrelazan y muchos eras Sambuca es un testigo y conserva los signos. Por Adranone montaña es el complejo arqueológico del siglo IV a. C. y la antigua casa árabe en un complejo recreativo. Fachadas barrocas y edificios del siglo XIX se mezclan con un centro histórico de origen árabe, cuyas vidas son expresiones vaneddi los septos (siete carriles sarracenos), la iglesia de la Matriz y la terraza Belvedere, restos del antiguo castillo del Emir. Destacan el Panitteri del siglo XVII edificio (cerca del Museo etno-antropológico), el palacio del Arpa (ayuntamiento) y el palacio Ciaccio, la iglesia del Carmine, con la estatua de mármol de la Madonna de la escuela gaginiana audiencia, Patrona de Sambuca di Sicilia, y la iglesia de San Michele Arcangelo con fercolo madera ecuestre de San Jorge matando al dragón. Signo de una población comprometida con la cultura es el teatro "Idea" municipal y la Gianbecchina Institución.
Fuera del casco antiguo, los restos de antiguas torres y Pandolfina Cellaro y el fuerte de Mazzallakkar de torres que emergen sólo en los meses de verano, cuando el nivel del agua del Lago Arancio gotas.

## Evolución demográfica
| Gráfica de evolución demográfica de Sambuca di Sicilia entre 1861 y 2001 |
|                                                                          |
| Fuente ISTAT - elaboración gráfica de Wikipedia                          |

## Cultura
La intensa actividad cultural que tiene sus raíces en el siglo XIX continuó en el siglo XX, con la publicación de una revista mensual, "La Voce di Sambuca", fundada por Alfonso Di Giovanna y dirigida por Licia Cardillo Di Prima. La primera edición fue lanzada en octubre de 1958. En diciembre de 2008, el año del 50 º aniversario, se publicaron los números y 422 a 4.000 páginas y más de 20.000 artículos.

### Fiestas religiosas
El tercer domingo de mayo se celebra Santa María de la audiencia, el santo patrón de Sambuca di Sicilia, con una procesión cinquecentenaria paso por las principales calles de la ciudad vieja en toda la noche. El 23 de abril, se celebra San Jorge, patrón de Sambuca bendecir los campos y todas las familias de la pequeña ciudad. La procesión del Viernes Santo se celebra del Cristo Muerto seguido de la estatua de madera de María. Dolores, el próximo domingo de Pascua a las 12:00 en la plaza celebra el encuentro del Resucitado con la Virgen María y San Miguel.
Otras procesiones son las de San José (19 de marzo), el último domingo de agosto St. Joseph Contrada Batia-Serrone, Maria SS. Bammina 8 de septiembre de Contrada en Adragna, Santa Lucía el 13 de diciembre. Otra fiesta religiosa, pero unos cuantos años sin procesión, es la fiesta de Maria SS. dei Vassalli, que se celebra el 5 de agosto en la iglesia del mismo nombre. Para la ocasión se distribuyó la "pasta con frijoles" llamar "Virgineddi." El 13 de junio, en honor de San Antonio y 21 de septiembre tradicionalmente se celebra la exposición de los animales.

## Economía
La economía local es el carácter principalmente agrícola y pastoral. Lo importante es la producción de aceite con el nativo oliva Nocellara del Belice.
El vino, el típico Sambuca di Sicilia DOC, es el principal recurso de la economía local. Se produce en muchas bodegas y exportado por toda Italia, en gran parte de Europa, pero también en Asia y en el extranjero.
Además, hay numerosos rebaños de ovejas que contribuyen a la producción de productos lácteos locales, incluyendo el queso Vastedda de Valle del Belice DOP.
Por último, es importante recordar la panadería local, famosa por pasteles: el "Pecho de las vírgenes", dulces de almendra, el cucciddata, el cassatedde.

### Turismo
La economía de la ciudad ha tenido en los últimos años un gran avance en el sentido turístico, a través de la colaboración entre los sectores público, privado y de las asociaciones para la creación de la cadena hotelera y extrahotelera ("bed and breakfast", casas rurales, apartamentos) y la presencia de muchas bodegas, queserías, restaurantes y panaderías locales, que han favorecido el aumento del turismo del vino.
También se desarrolla moderadamente turismo arqueológico, gracias a la presencia en el territorio de Sambuca Elimo-púnica de la ciudad de Monte Adranone y museo Monte Adranone.

## Administración

### Hermanamiento

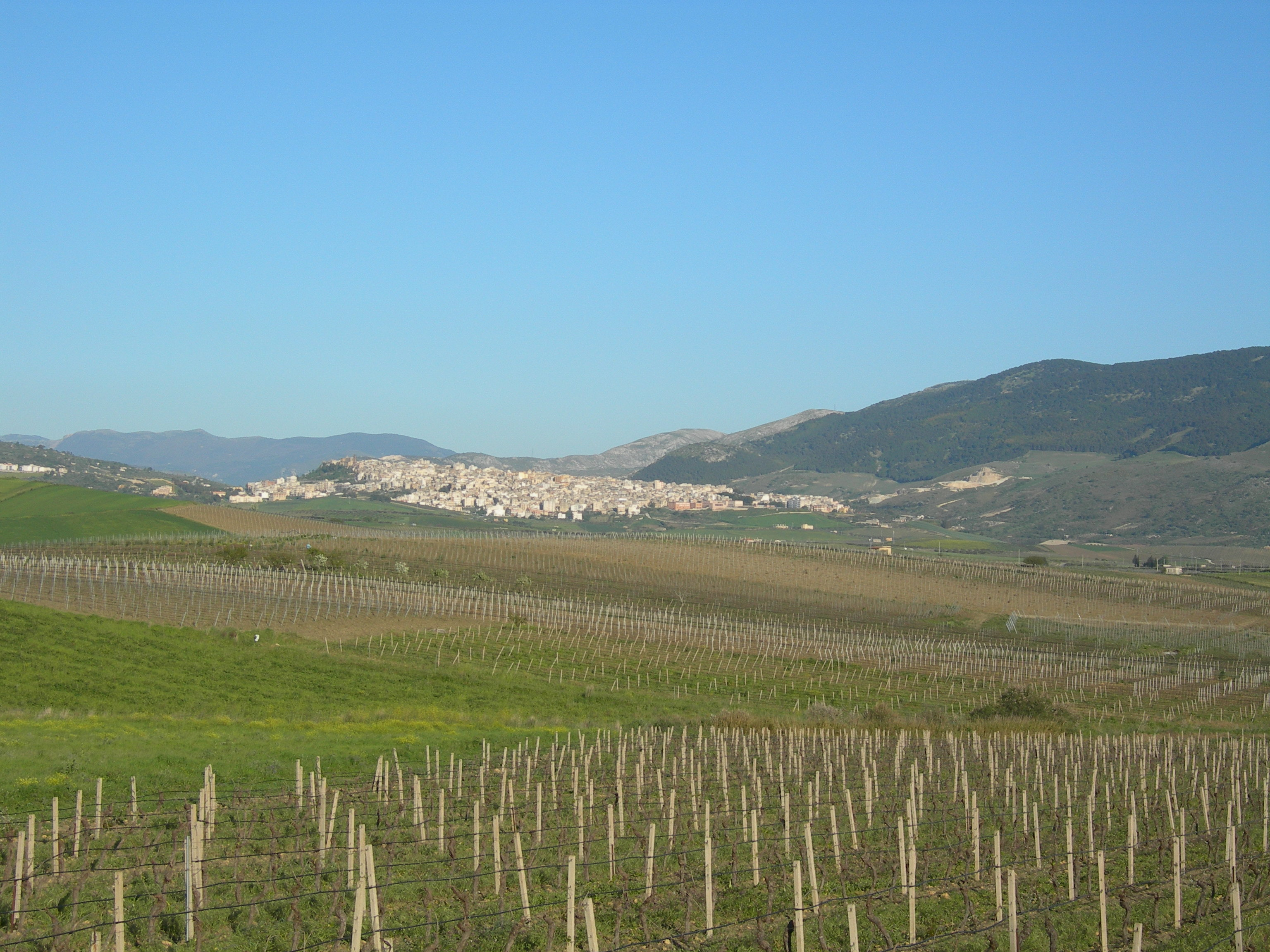

Sambuca di Sicilia está hermanada con:
- Winter Haven, EE. UU. de 1984, con motivo del Mundial Esquí acuático, celebrada en el lago Orange. Ambas ciudades son de hecho relacionado con este deporte.

- Datos: Q432659
- Multimedia: Sambuca di Sicilia / Q432659

1. ↑  Worldpostalcodes.org, código postal n.º 92017.
2. ↑  «Codici Catastali». Comuni-italiani.it (en italiano). Consultado el 29 de abril de 2017.